# 北貝萊爾 (馬里蘭州)
北貝萊爾（英語：Bel Air North）是位於美國馬里蘭州哈福德縣的一個普查規定居民點。

## 人口
根據2020年美國人口普查的數據，北貝萊爾的面積為41.55平方千米，當中陸地面積為41.36平方千米，而水域面積為0.19平方千米。當地共有人口31841人，而人口密度為每平方千米766.33人。